# U.S. Men's Clay Court Championships 2011
Lo U.S. Men's Clay Court Championships 2011 è stato un torneo di tennis che si + giocato sulla terra rossa. È stata la 101ª edizione dello U.S. Men's Clay Court Championships, che faceva parte della categoria ATP World Tour 250 series nell'ambito dell'ATP World Tour 2011. Si è giocato presso il River Oaks Country Clu di Houston negli USA, dal 4 all'10 aprile 2011.

## Partecipanti

### Teste di serie
| Nazionalità | Giocatore              | Ranking | Testa di serie* |
| ----------- | ---------------------- | ------- | --------------- |
| Stati Uniti | Mardy Fish             | 15      | 1               |
| Stati Uniti | Sam Querrey            | 21      | 2               |
| Spagna      | Guillermo García López | 26      | 3               |
| Stati Uniti | John Isner             | 33      | 4               |
| Germania    | Benjamin Becker        | 58      | 5               |
| Giappone    | Kei Nishikori          | 62      | 6               |
| Uruguay     | Pablo Cuevas           | 67      | 7               |
| Bulgaria    | Grigor Dimitrov        | 70      | 8               |

- Ranking del 21 marzo 2011.

### Altri partecipanti
I seguenti giocatori hanno ricevuto una wild-card per il tabellone principale:
- James Blake
- Ryan Harrison
- Ryan Sweeting

I seguenti giocatori sono entrati nel tabellone principale passando dalle qualificazioni:

- Franko Škugor
- Ivo Karlović
- Tim Smyczek
- Paul Capdeville

## Campioni

### Singolare maschile
Ryan Sweeting ha battuto in finale  Kei Nishikori con il punteggio di 6–4, 7–6(3).
- È il 1º titolo in carriera per Sweeting.

### Doppio maschile
Bob Bryan /  Mike Bryan hanno battuto in finale  John Isner /  Sam Querrey con il punteggio di 6(4)–7, 6–2, [10–5].